# (74129) 1998 QT67
(74129) 1998 QT67 – planetoida z pasa głównego asteroid okrążająca Słońce w ciągu 4,37 lat w średniej odległości 2,67 j.a. Odkryta 24 sierpnia 1998 roku.